# Lapwai
Lapwai est une ville américaine située dans le comté des Nez-Percés en Idaho. Lors du recensement de 2010, Lapwai compte 1 137 habitants.

## Géographie
Selon le Bureau du recensement des États-Unis, la municipalité s'étend en 2010 sur une superficie de 0,81 milles carrés (2,1 km2), dont 0,80 milles carrés (2,07 km2) de terres.

## Histoire
En 1862, le Fort Lapwai s'implante au sud de la ville actuelle. La ville s'appelle Fort Lapwai pendant plusieurs années, mais perd le mot « Fort » lorsqu'elle est incorporée le 30 janvier 1911.
Il existe plusieurs théories sur l'origine du nom de la ville. Selon la première, Lapwai serait la version anglicisée de Thlap-Thlap, « le lieu des papillons » en nez-percé. Selon la seconde, Lapwai est la contraction de lap-pit (« deux ») et waitash (« pays »), l'endroit marquant la séparation entre les Nez-Percés du nord de la rivière et les Nez-Percés du sud de la rivière.

## Démographie
| Groupe            | Lapwai | Idaho | États-Unis |
| ----------------- | ------ | ----- | ---------- |
| Amérindiens       | 78,1   | 1,4   | 0,9        |
| Blancs            | 16,6   | 89,1  | 72,4       |
| Métis             | 4,1    | 2,5   | 2,9        |
| Autres            | 0,7    | 5,3   | 6,4        |
| Afro-Américains   | 0,4    | 0,6   | 12,6       |
| Asiatiques        | 0,1    | 1,2   | 4,8        |
| Total             | 100    | 100   | 100        |
|                   |        |       |            |
| Latino-Américains | 4,1    | 11,2  | 16,7       |

En 2010, Lapwai est la localité d'Idaho au pourcentage le plus élevé d'Amérindiens.
Selon l'American Community Survey pour la période 2011-2015, 79,46 % de la population âgée de plus de 5 ans déclare parler l'anglais à la maison, 16,90 % déclare parler le nez-percé, 1,13 % l'espagnol, 0,95 % une langue chinoise, 0,61 % l'italien et 0,95 % une autre langue.
| 1870 | 1880 | 1920 | 1930 | 1940 | 1950 |
| ---- | ---- | ---- | ---- | ---- | ---- |
| 91   | 165  | 359  | 416  | 426  | 480  |

| 1960 | 1970 | 1980  | 1990 | 2000  | 2010  |
| ---- | ---- | ----- | ---- | ----- | ----- |
| 500  | 400  | 1 043 | 932  | 1 134 | 1 137 |